# Organ²/ASLSP

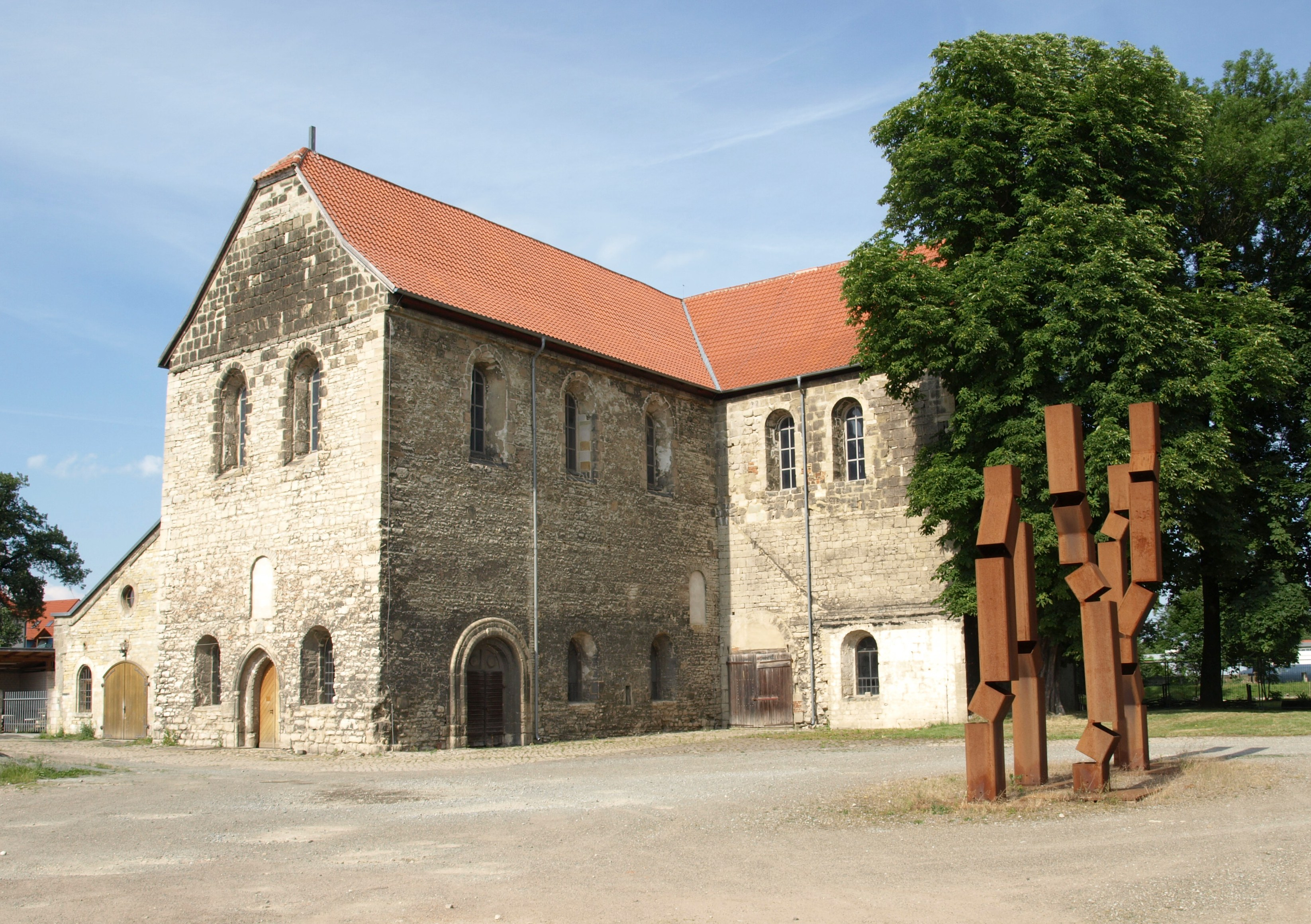
L'église Saint-Burchardi de Halberstadt, en Allemagne, où Organ²/ASLSP est actuellement jouée depuis 2001 et jusqu'en 2640.

Organ²/ASLSP (As SLow aS Possible, c'est-à-dire « aussi lentement que possible ») est une œuvre musicale de John Cage qui est le sujet d'une des performances musicales les plus lentes et les plus longues jamais entreprises. Originellement composée en 1987 pour orgue, elle est adaptée d'un travail antérieur, ASLSP 1985, dont une exécution typique au piano dure environ 20 à 70 minutes. En 1985, Cage choisit de ne pas préciser exactement à quelle lenteur l'œuvre devait être jouée.
L'exécution actuelle de l'œuvre à l'orgue dans l'église Saint-Burchardi de Halberstadt, en Allemagne, a débuté en 2001 et doit se poursuivre pendant 639 ans, se terminant en 2640.

## Exécution d'Halberstadt

### Contexte
En 1997, une conférence de musiciens et de philosophes débat des implications de l'instruction de Cage de jouer l'œuvre le plus lentement possible, dans la mesure où un orgue n'impose virtuellement aucune limite de temps. Un projet se met en place pour exécuter l'œuvre de façon à la jouer pendant 639 ans. L'église Saint-Burchardi à Halberstadt est choisie parce que son premier orgue date de 1361, 639 ans avant le début de l'exécution en 2000.

### Instrument

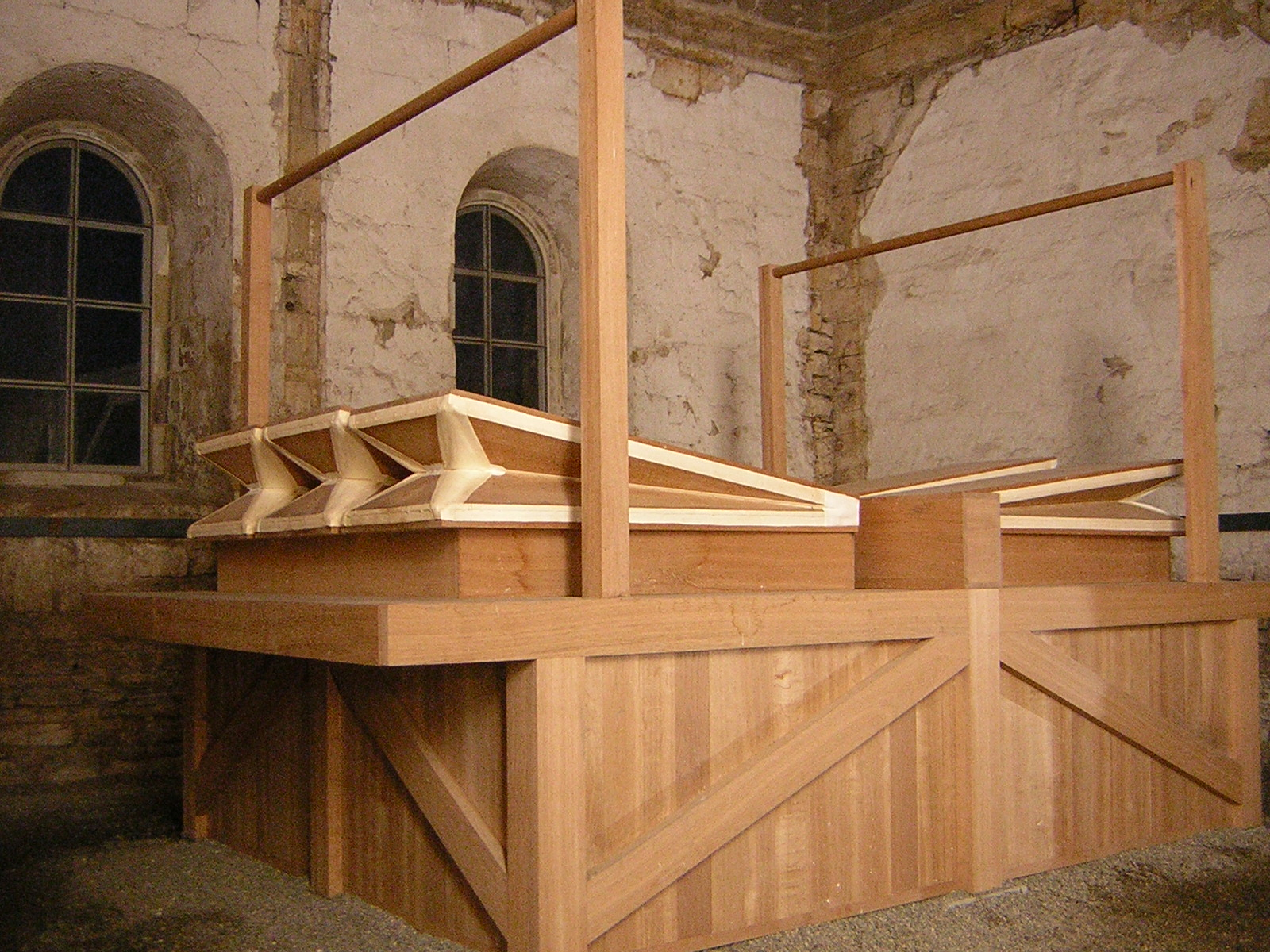
Les soufflets de l'orgue.

La pièce est exécutée sur un orgue dédié à cette performance. Il est situé sur la droite du transept de l'église, tandis que ses soufflets sont situés sur la gauche. Une machine assure un apport constant d'air et permet aux tuyaux de continuer à jouer.
L'orgue ne contient pas la totalité des tuyaux d'un orgue ordinaire : ceux-ci sont rajoutés petit à petit. Le 5 juillet 2008, deux nouveaux tuyaux ont été ajoutés, portant le total à six.
Comme l'instrument est perpétuellement en activité, il est entouré d'un cube d'acrylique transparent afin d'atténuer le volume sonore.

### Œuvre
La partition de John Cage comporte huit pages. Pour Halberstadt, son tempo a été étiré pour la durée désirée de 639 ans.

### Exécution

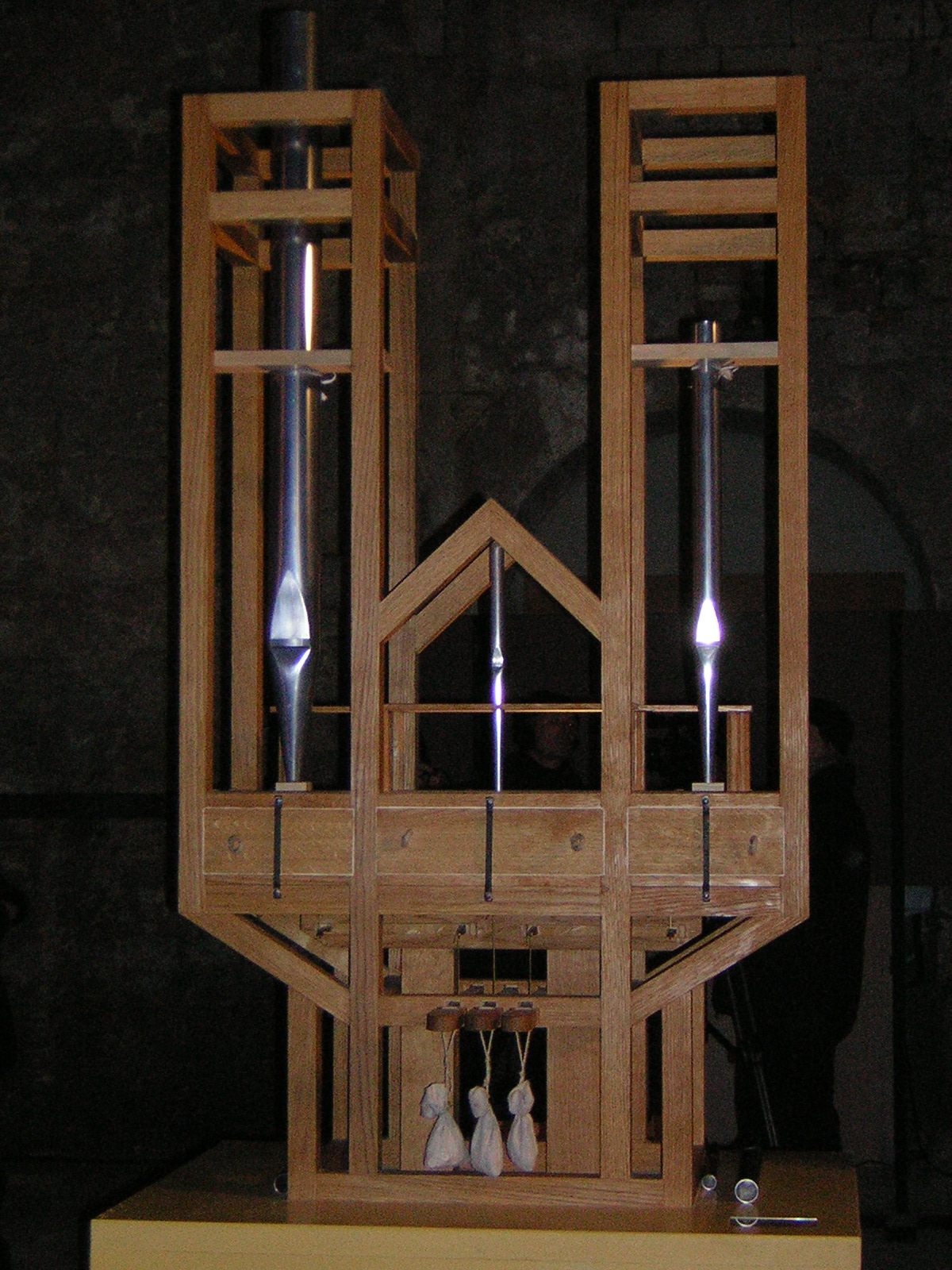
L'orgue.

L'exécution débute dans l'église Saint-Burchardi le 5 septembre 2001 avec un silence se poursuivant jusqu'au 5 février 2003. Le premier accord est ensuite joué jusqu'au 5 juillet 2004.
Les dates suivantes répertorient les premiers changements de note de l'orgue :
- 5 juillet 2004
- 5 juillet 2005
- 5 janvier 2006
- 5 mai 2006
- 5 juillet 2008
- 5 novembre 2008
- 5 février 2009
- 5 juillet 2010
- 5 février 2011
- 5 août 2011
- 5 juillet 2012
- 5 octobre 2013
- 5 septembre 2020

La date de début, le 5 septembre 2001, correspond au 85e anniversaire de la naissance de John Cage ; les changements de note sont systématiquement effectués le cinquième jour du mois correspondant.
La performance doit se poursuivre jusqu'au 5 septembre 2640.

### Financements

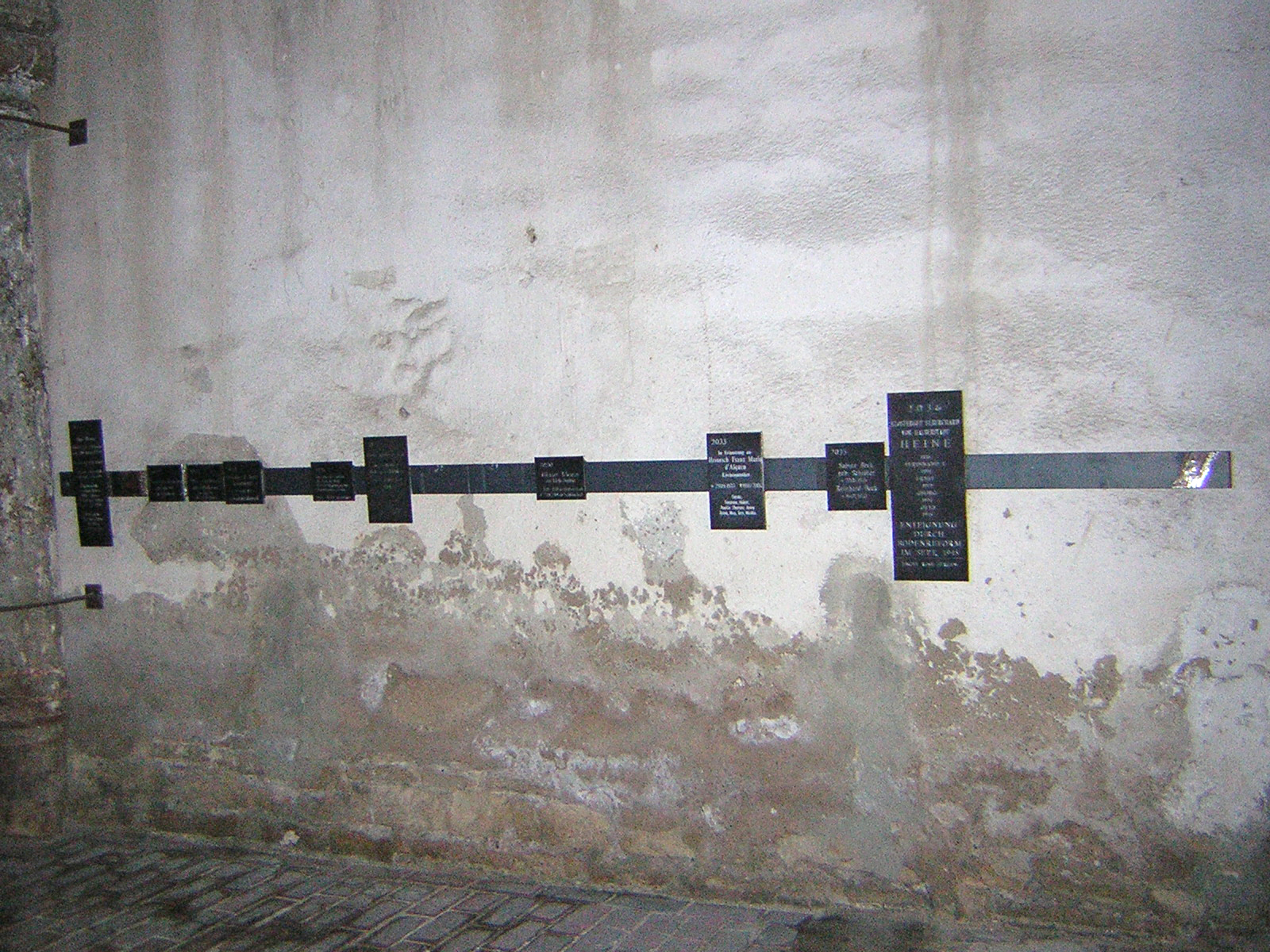
Plaques sur les murs de l'église.

Le projet est financé par des dons. Toute personne le désirant peut donner 1 000 € pour assurer le financement d'une année ; elle a alors la possibilité de définir un texte pour une plaque affichée sur les murs de l'église.

## Autres exécutions

### Création
Organ²/ASLSP est créée le 21 novembre 1987 au Temple neuf à Metz par Gerd Zacher, dans le cadre des 16e Rencontres internationales de musique contemporaine, qui célébraient le 75e anniversaire de Cage,. La performance dure 29 minutes.

### Diane Luchese à l'université de Towson
Le 5 février 2009, Diane Luchese joue Organ²/ASLSP de 8 h 45 à 23 h 41 au Harold J. Kaplan Concert Hall, à l'université de Towson, dans le Maryland. Cette performance de 14 heures et 56 minutes, complète, sans interruption et observant strictement les proportions temporelles de la partition, est l'une des plus longues performances musicales documentées réalisées par un seul être humain [réf. nécessaire].